# Борки (Житковичский район)
Борки (бел. Боркі) — деревня в Рудненском сельсовете Житковичского района Гомельской области Беларуси.

## География

### Расположение
В 15 км на юг от районного центра и железнодорожной станции Житковичи (на линии Лунинец — Калинковичи), 248 км от Гомеля.

## Гидрография
На западной окраине озера Беседка и Сиржица, на востоке озеро Узкино.

## Транспортная сеть
Рядом автодорога Житковичи — Черничи. Планировка состоит из 2 частей: северной (к короткой прямолинейной меридиональной улицы присоединяются с востока 2 широтные улицы) и южной (плотно поставленные короткие улицы меридиональной ориентации, пересекаемые широтными улицами). Застройка преимущественно деревянная, усадебного типа.

## История
Обнаруженное археологами городище на северо-западе от деревни свидетельствует о заселении этих мест с давних времён. Согласно письменных источников известна с XVI века как селение в Мозырском повете Минском воеводстве Великого княжества Литовского.
После 2-го раздела Речи Посполитой (1793 год) в составе Российской империи. В 1834 году деревня в составе Туровского казённого поместья. В 1908 году в Туровской волости Мозырского уезда Минской губернии. В 1914 году в наёмном доме открыта школа.
В 1931 году организован колхоз «2-я пятилетка». Во время Великой Отечественной войны действовала подпольная организация (руководитель Ермалович). Освобождена 5 июля 1944 года в ходе Боркинской десантной операции. На фронтах и в партизанской борьбе погибли 35 жителей, в память о них в 1970 году установлен обелиск. Согласно переписи 1959 года в составе совхоза «Алексеевский» (центр — деревня Кольно). Действуют отделение связи, клуб, фельдшерско-акушерский пункт.

## Население

### Численность
- 1999 год — 108 хозяйств, 235 жителей.

### Динамика
- 1834 год — 23 семьи, 126 жителей.
- 1908 год — 56 дворов, 398 жителей.
- 1925 год — 81 двор.
- 1959 год — 611 жителей (согласно переписи).
- 1999 год — 108 хозяйств, 235 жителей.